# Les Petits Malins
Les Petits Malins (メイプルタウン物語, Meipuru Taun Monogatari) est une série télévisée d'animation japonaise en 96 épisodes diffusée du 19 janvier 1986 au 27 décembre 1987 sur TV Asahi.
En France, la série a été distribuée par IDDH et diffusée à partir du 3 mai 1987 sur FR3 dans l'émission Amuse 3. Elle a ensuite été rediffusée ponctuellement entre 1989 et fin juillet 1995 sur France 3. Et au Québec à partir du 10 septembre 1988 à la Télévision de Radio-Canada sous le titre Gabby et les Petits Malins.

## Synopsis
Patty, une jeune lapine, arrive avec sa famille dans un nouveau village nommé Malinville. De nature très vive, elle devient l'amie de Bobby, un ourson qui n’apprécie pas beaucoup l’école. Ensemble, ils déjoueront les plans souvent ratés du loup Gréguère, installé depuis peu dans la forêt...
L'action de cette première saison se passe au Canada dans les années 1920.
Dans la seconde saison, Patty part à la mer vivre dans la ville de Malinplage chez son oncle Georges et sa tante Janine. Avec son amie Laurie, elle rencontre souvent sur son chemin Chami et Chamo, deux chats sauvages qui cherchent à leur mettre des bâtons dans les roues.
Cette saison 2 se passe, elle, dans les années 1980 sur la côte ouest américaine.

## Épisodes
Attention, il ne s'agit pas d'une liste officielle. Certains des titres ont été inventés, d'autres sont traduits de l'espagnol (source DVD "La aldea del arce")

### Première série:Malinville(Maple Town)
1. Une arrivée mouvementée (Titre VHS - Le courrier volé)
2. Le vol du collier (Titre VHS - Le collier de perles)
3. Les petites cuillères en argent (Titre VHS - La bombe)
4. Le trésor (Titre VHS : La chasse au trésor)
5. Le vol de la casserole (Titre VHS - La vérité est dans la marmite)
6. Les herbes médicinales (Titre VHS - Une bon remède)
7. Les apprentis forestiers (Titre VHS - La patrouille des bois)
8. La photo (Titre VHS - La rançon)
9. Je suis l'héroïne (Rideau !) (Titre VHS - La représentation)
10. Regarde moi papa (Titre VHS - Le précieux paquet)
11. La maison en sucre
12. Ne partez pas maîtresse
13. Une tendre carte
14. Merci papa
15. Elle va avoir un bébé
16. Le génie de la montagne
17. Seuls au village
18. La lettre d'amour
19. L'été de la famille castor
20. Le journal des enfants
21. Le pirate fugitif
22. L'île déserte
23. Le rêve oublié
24. Les amis des montagnes
25. Les anges de la vallée
26. Le château de la sorcière
27. La grande marée
28. Le bateau de l'amour
29. Le piano magique
30. Panique à l’hôpital
31. L'auberge
32. Glenn facteur
33. La fiancée de Glenn
34. Laura et les marionnettes
35. Souriez !
36. Les oiseaux rouges de Malinville
37. Le violon
38. Le mariage
39. Les larmes de Fanny
40. La mystérieuse enfant
41. L'ami de Susie
42. La légende de Jasmine
43. Le nettoyeur d'étoile
44. L'écharpe
45. La maison de la montagne
46. Challenge sur la glace
47. La nounou
48. Le coffre fort
49. Les jumelles
50. Bonne année !
51. La tante Janine
52. Adieu Patty

### Deuxième série:Les petits malins à Malinplage[2](Palm Town)
1. Une rencontre mouvementée
2. Je te déteste Patty
3. Une voiture de rêve
4. Je veux être une star
5. La médaille en fer blanc (Titre VHS - Le Marchand De Pop Corn)
6. Inversons les rôles ! (Titre VHS - A chacun son métier)
7. La visite de Bobby
8. La boite magique
9. Un phare dans la tempête (Titre VHS - La tempête)
10. Le garçon de la vallée de la chance (Titre VHS - Un nouvel ami)
11. Le marin flutiste
12. Un joyeux déménagement
13. La chasse à l'espion
14. Fanny et Laury
15. Le trésor secret (Titre VHS - Un fantôme au grenier)
16. L'église de la colline (Titre VHS - L'église magique)
17. Le bal du Printemps (Titre VHS - La fête du printemps)
18. La lampe merveilleuse (Titre VHS - La lampe)
19. Le patin à roulettes c'est chouette
20. Le parfum des roses rouges
21. Le pendentif de l'amour
22. Bienvenue petite sœur
23. Dans une ville sans personne
24. Mon parc d'attraction
25. Le mal du pays
26. Les jumelles Renardin
27. Un docteur méprisant
28. Journée sans consultation
29. L'île
30. Lilly a disparu
31. Le voleur de biscuits
32. Nous les détectives
33. Le prof
34. Un mariage de rêve
35. La princesse du pays arc-en-ciel
36. Dis bonjour au micro
37. Notre grande roue / Le manège
38. Quand fleurissent les marguerites
39. Quelle est cette plante ?
40. Les deux font la paire
41. La montre avec une chaine
42. Les voyageurs d'automne
43. La fille avec un ruban bleu
44. Un départ difficile

## Voix françaises
- Évelyne Grandjean : Patty la lapine
- Raoul Delfosse : M. Lapin (1re voix), M. Cocker (1re voix), Le président d'Hippomobile
- Françoise Fleury : Mme Lapin, Madmoiselle Daim, Tante Janine
- Amélie Morin : Rachel la lapine, Alice l'infirmière, Laura la raton laveur, Prinprin la cochonne
- Danièle Hazan : Bobby l'ours, Mme Ours, Peter le petit frère de Laurie
- Aurélia Bruno : Laurie la petite chienne (1re voix)
- Serge Lhorca : Oncle Georges (1re voix), M. Lapin (2e voix), Joey le petit chien
- Philippe Dumat : Glenn le loup, Danny le petit chien
- Béatrice Bruno : Fanny la renarde, Laurie la petite chienne (2e voix)
- Jacques Balutin : Barney le shérif Bulldog (1re voix)
- Georges Atlas : Dandy le lion, M. Ours, M. Cocker (2e voix), Oncle Georges (2e voix), Le Grand-père mouton
- Joëlle Fossier : Chami le chat, Mme Renard, Susy l'écureuil, Betty la blairelle, Mme Chien
- Marc François : Chamo le chat (1re voix), Barney (2e voix), le singe chef de gare
- Bernard Tiphaine : Chamo (2e voix)
- Michel Muller : M. Renard, M. Chien
- Jacques Torrens :	M. Loutre (Oscar), M. Bouc le directeur

## Autour de la série
- Cette série est en réalité une fusion de deux séries japonaises différentes intitulées « L'Histoire de Maple Town » (メイプルタウン物語, Meipuru Taun Monogatari?) et « La Nouvelle Histoire de Maple Town : Palm Town » (新メイプルタウン物語　パームタウン編, Shin Meipuru Taun Monogatari : Pāmu Taun Hen?).
- Quelques anachronismes sont à remarquer dans cette série. Si la saison 1 est largement inspirée par Tom Sawyer, les scénaristes changent d'orientation pour la saison 2 en délocalisant la série dans le temps et dans l'espace, plaçant les personnages dans les années 1980 dans une station balnéaire américaine[3].
- Le créateur de la série Junichi Sato a également travaillé sur Vas-y Julie ! et le réalisateur Kuniko Ikuhara est à l'origine de Sailor Moon ou encore Magical Dorémi[4]...
- Le générique français met en avant l'ours Gabby. Pourtant, cet ours n'apparaît jamais dans la série ; et pour cause : il ne s'agit en réalité que d'une publicité pour l'ours du même nom, un jouet qui était en vente à l'époque de la diffusion et qui était une contrefaçon d'un autre ours concurrent, le « Teddy Ruxpin ». IDDH ira jusqu'à créer de toutes pièces une séquence vidéo pour ce générique mettant en scène, au milieu des personnages originaux, l'ours Gabby, mais aussi des jouets de la marque Vulli, tels que le train enchanté ou l'arbre magique des Klorofil, non-issus de l'univers des Petits Malins. Le style graphique de ce générique, qui ne provient pas des studios de Toei, est très éloigné de celui du dessin-animé.
- La chanson du générique français, interprétée par Danièle Hazan a été composée par Cyril de Turckheim sur des paroles de Alexandre Révérend (alias Bernard Rissoll).
- IDP a édité en 1998 un coffret VHS de la série contenant 12 épisodes.
- Il existe deux films sortis uniquement au Japon : le premier est un épisode inédit hors-saison sorti en 1986 et le second est un remontage de l'épisode 1 de la saison 2 avec des extraits de l'épisode 52 de la saison 1.